# Паскаль Фіескі
Паскаль Фієскі (фр. Pascal Fieschi, нар. 1945, Франція) — французький дипломат.

## Біографія
Народився в 1945 році. 
Закінчив Інститут політичних досліджень і Національну школу східних мов. 
Володіє російською, грецькою, англійською.
З 1969 по 1970 — співробітник Департаменту країн Європи МЗС Франції.
З 1972 по 1974 — 2-й секретар посольства Франції у Греції.
З 1974 по 1977 — 1-й секретар посольства Франції в Чехословаччині.
З 1977 по 1980 — співробітник Департаменту країн Європи МЗС Франції.
З 1980 по 1983 — Генеральний консул Франції в Ленінграді.
З 1983 по 1985 — 2-й радник посольства Франції в Австралії.
З 1985 по 1989 — 1-й радник посольства Франції у СРСР.
З 1989 по 1991 — заступник директора в Генеральному секретаріаті національної оборони Франції.
З 1991 по 1993 — заступник директора Департаменту країн Європи МЗС Франції.
З 1993 по 1997 — заступник директора та керівник Служби французів за кордоном МЗС Франції.
З 1997 по 2001 — Надзвичайний і Повноважний Посол Франції в Україні.
З 2002 — Керівник Місії ОБСЄ в Косово.
Надзвичайний і Повноважний Посол Франції в Латвії.